# Denivka
Denivka (Hemerocallis) je rod jednoděložných rostlin, který je podle taxonomického systému APG IV zařazen do čeledě asfodelovité (Asphodelaceae), kde přísluší do podčeledě Hemerocallidoideae.
Pro podobnost svých květů byly denivky často lidově nazývány (denní) lilie.

## Popis
Jedná se zpravidla o vytrvalé pozemní byliny, převážně s oddenky nebo hlízami. Jsou to rostliny jednodomé s oboupohlavnými květy. Listy jsou nahloučeny na bázi, jsou jednoduché, přisedlé, střídavé, uspořádané nejčastěji dvouřadě, jsou ploché nebo žlábkovité, s listovými pochvami. Čepele listů jsou celokrajné, čárkovité až kopinaté, žilnatina je souběžná. Květy jsou oboupohlavné, jsou v květenstvích, zpravidla ve vrcholících. Listen ve tvaru toulce pod květenstvím chybí. Květy jsou nepravidelné, souměrné (zygomorfní). Okvětí je vyvinuto, zpravidla 6 okvětních lístků ve 2 přeslenech (3+3), okvětní lístky jsou srostlé a vytvářejí korunní trubku, jsou žluté, oranžové nebo červené. Tyčinek je 6, ve 2 přeslenech, zpravidla 3+3, jsou srostlé s korunní trubkou, ale jsou volné navzájem, tyčinky často nestejné. Gyneceum je složeno ze 3 plodolistů, je synkarpní, čnělka a blizna je 1, semeník je svrchní. Plod je suchý, pukavý, tobolka.

## Rozšíření ve světě
Zástupci rodu denivka (Hemerocallis) jsou rozšířeny v mírném pásu severní polokoule, zvláště v Japonsku. Je známo asi 12 druhů.

## Výskyt v Česku

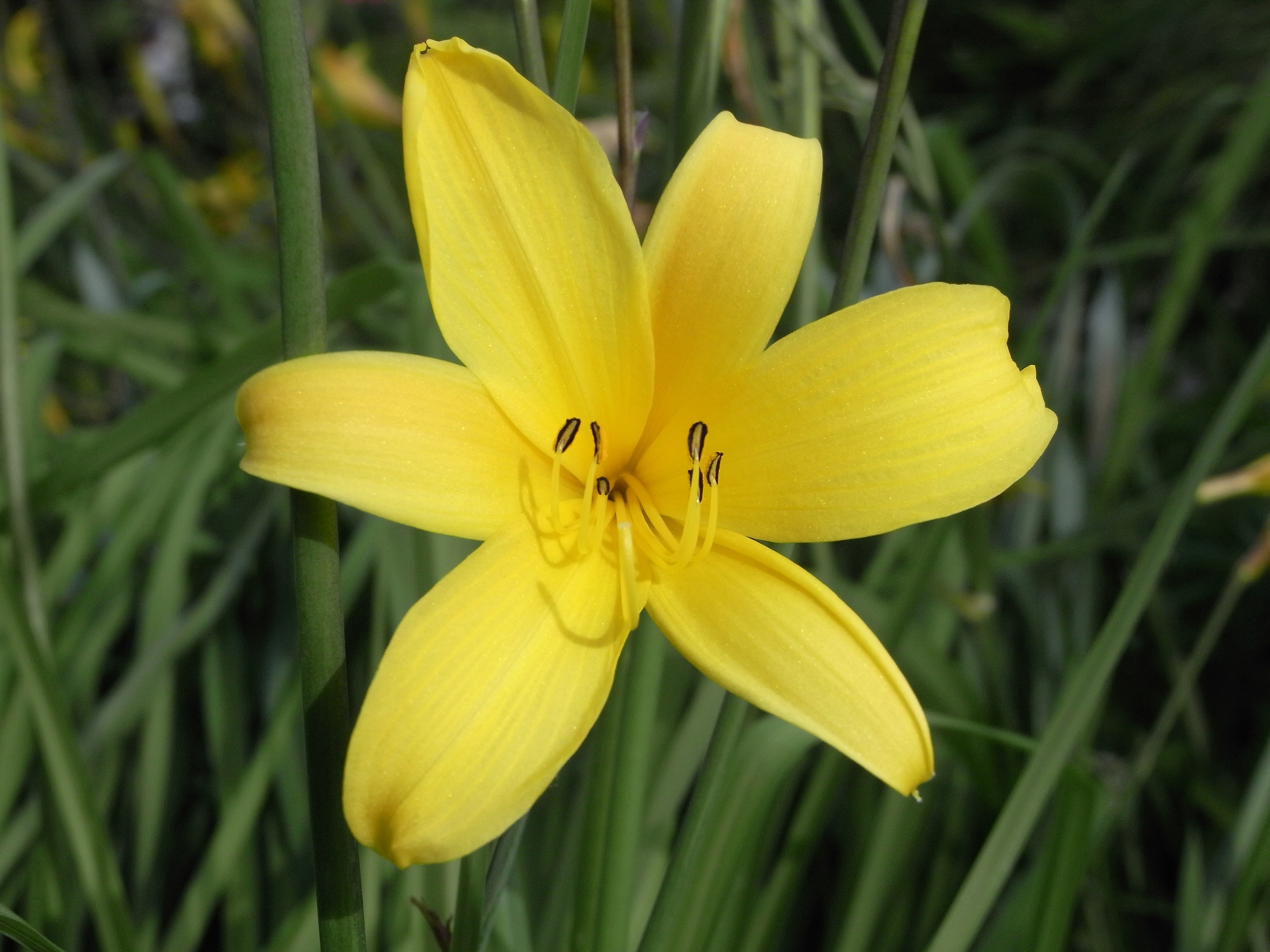
Hemerocallis thunbergii

V ČR není původní žádný druh z rodu denivka. Hojně pěstovaná a často zplaňující okrasná rostlina je denivka plavá (Hemerocallis fulva), která je původní ve východní Asii, v Indii, Číně, Koreji, Japonsku a na ruském Dálném východě. Dostál (1989) udává, že pochází z jižní Evropy, což je zřejmě omyl. V Evropě a v Severní Americe je nepůvodní, pouze místy zdomácnělá. Denivka žlutá (Hemerocallis lilioasphodelus, syn.: Hemerocallis flava (L.) L.) pochází z jižní Evropy a je pěstována a zplaňuje podstatně řidčeji.

## Veřejnosti přístupné sbírky denivek
Největší sbírky planých i kulturních denivek je možné navštívit v Botanické zahradě hl. m. Prahy, v Průhonické botanické zahradě na Chotobuzi a v Liberecké botanické zahradě.